# П'янково (Білозерський район)
П'янко́во (рос. Пьянково) — село у складі Білозерського району Курганської області, Росія. Адміністративний центр П'янковської сільської ради.
Населення — 244 особи (2010, 344 у 2002).